# Аппель, Микаэль Людвиг фон
Аппель фон Микаэль Людвиг (Michael Ludwig E. Appel, 21 февраля 1856, Вена — 1 февраля 1915, Эрдевик, Срем) — австро-венгерский военный, генерал от инфантерии с 1913 года.

## Биография
Окончил Терезианскую военную академию (1876). Начал службу в 52-м пехотном полку, в составе которого принимал участии в оккупации Боснии и Герцеговины в 1878 году. 
В 1881 причислен к Генеральному штабу. 
В 1886 осуществлял картографическую съемку в Боснии, Хорватии и Тироле. 
В 1887 отбывал ценз командования ротой в 52-м пехотном полку и 32 егерском батальоне, после чего вернулся в Генеральный Штаб. 
В 1896 назначен командиром 34 пехотного полка. 
В 1903 году стал начальником жандармерии в Боснии и Герцеговине. 
В 1907—08 командовал 7-й горной бригадой. 
В 1908 назначен командиром 1-й пехотной дивизии. 
В октябре 1911 Аппель сменил генерала от инфантерии Ауффенберга на посту командира 15 армейского корпуса. 
Умер от тифа.